# Arboretum w Nietkowie
Arboretum w Nietkowie – arboretum w Nietkowie, w gminie Czerwieńsk, w powiecie zielonogórskim (województwo lubuskie).
Arboretum jest położone nad starorzeczem Odry, zajmuje powierzchnię 1,85 ha, wpisane jest do rejestru zabytków województwa lubuskiego pod numerem 3363 i podlega ochronie konserwatorskiej. 

## Historia
Arboretum zostało założone z inicjatywy przedstawicieli rodu von Rothenburg w 2 połowie XIX w. Nasadzeń dokonywała firma „Späth”.

## Kolekcja
W kolekcji znajdują się egzotyczne drzewa iglaste i liściaste (około 150 gatunków) oraz zbiór obrazujący zmienność w obrębie rodzajów, takich jak: buki, dęby, klony, lipy, graby i jesiony. Obiekt został częściowo zniszczony podczas powodzi w 1997 roku (220 drzew zostało usuniętych za zgodą Wojewódzkiego Konserwatora Przyrody). Planowana jest rewitalizacja arboretum w Nietkowie oraz kilku pobliskich obiektów, w tym celu w 2011 roku we współpracy z partnerską niemiecką miejscowością Rothenburg opracowano projekt pod nazwą „Szlakiem Rothenburgów w Gminie Czerwieńsk”.